# بيتر مارشال
بيتر مارشال (بالإنجليزية: Peter Marshall) (30 مارس 1926 - 15 أغسطس 2024) هو مقدم تلفزيوني وممثل أمريكي، ولد في 30 مارس 1926 في الولايات المتحدة. من الجوائز التي نالها جائزة إيمي داي تايم للمضيف المميز لبرنامج ألعاب ‏.

## أعمال

### مسلسلات
- معجب عجيب

## جوائز
- جائزة إيمي داي تايم للمضيف المميز لبرنامج ألعاب [الإنجليزية]‏

## وصلات خارجية
- بيتر مارشال على موقع IMDb (الإنجليزية)
- بيتر مارشال على موقع ألو سيني (الفرنسية)
- بيتر مارشال على موقع ميوزك برينز (الإنجليزية)
- بيتر مارشال على موقع أول موفي (الإنجليزية)
- بيتر مارشال على موقع قاعدة بيانات برودواي على الإنترنت (الإنجليزية)
- بيتر مارشال على موقع قاعدة بيانات برودواي على الإنترنت (الإنجليزية)
- بيتر مارشال على موقع قاعدة بيانات برودواي على الإنترنت (الإنجليزية)
- بيتر مارشال على موقع إن إن دي بي (الإنجليزية)
- بيتر مارشال على موقع قاعدة بيانات الفيلم (الإنجليزية)
- بيتر مارشال على موقع كينوبويسك (الروسية)